# Fajão

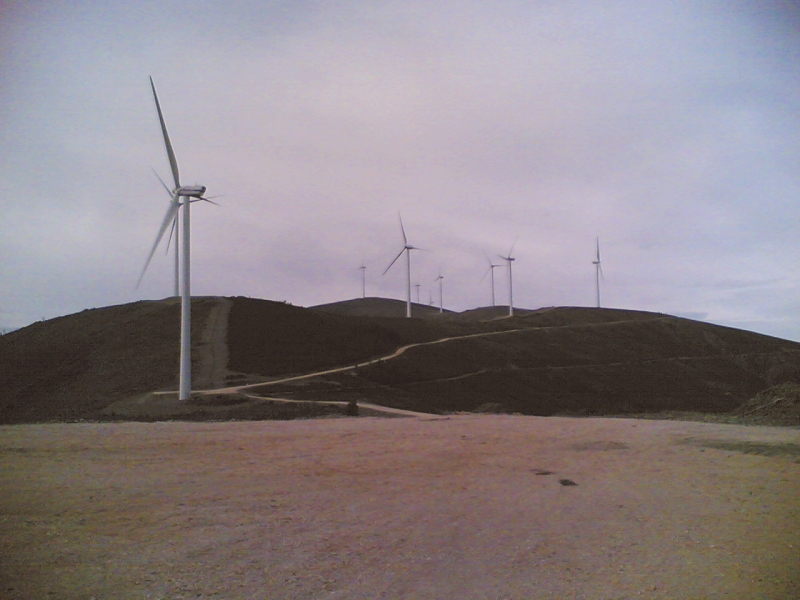
Parque Eólico na freguesia de Fajão, Pampilhosa da Serra.

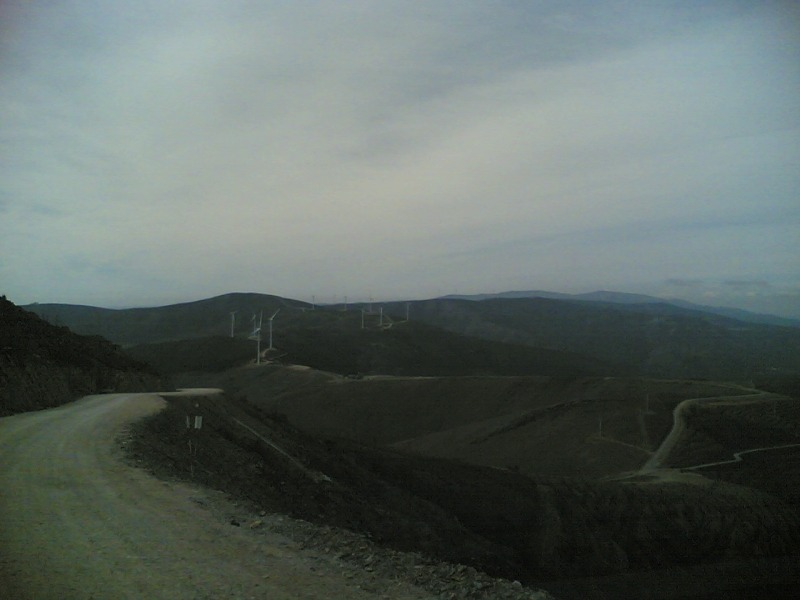
Parque Eólico na freguesia de Fajão, Pampilhosa da Serra.

Fajão é uma povoação portuguesa do Município de Pampilhosa da Serra que foi sede da extinta Freguesia de Fajão, freguesia que tinha 65,77 km² de área e 233 habitantes (2011), e, por isso, uma densidade populacional de 3,5 hab/km².
A Freguesia de Fajão foi extinta em 2013, no âmbito de uma reforma administrativa nacional, tendo sido agregada à Freguesia de Vidual, para formar uma nova freguesia denominada Fajão - Vidual, da qual é a sede.

## População
| População da freguesia de Fajão | População da freguesia de Fajão | População da freguesia de Fajão | População da freguesia de Fajão | População da freguesia de Fajão | População da freguesia de Fajão | População da freguesia de Fajão | População da freguesia de Fajão | População da freguesia de Fajão | População da freguesia de Fajão | População da freguesia de Fajão | População da freguesia de Fajão | População da freguesia de Fajão | População da freguesia de Fajão | População da freguesia de Fajão |
| ------------------------------- | ------------------------------- | ------------------------------- | ------------------------------- | ------------------------------- | ------------------------------- | ------------------------------- | ------------------------------- | ------------------------------- | ------------------------------- | ------------------------------- | ------------------------------- | ------------------------------- | ------------------------------- | ------------------------------- |
| 1864                            | 1878                            | 1890                            | 1900                            | 1911                            | 1920                            | 1930                            | 1940                            | 1950                            | 1960                            | 1970                            | 1981                            | 1991                            | 2001                            | 2011                            |
| 944                             | 1 040                           | 1 087                           | 1 230                           | 1 460                           | 1 629                           | 1 307                           | 1 517                           | 1 625                           | 1 304                           | 911                             | 587                             | 383                             | 295                             | 233                             |

## História
Foi vila e sede de concelho até 1855. Este era constituído apenas pela freguesia da sede e tinha, em 1801, 683 habitantes. Com as reformas administrativas do início do liberalismo, depois de 1834, foram-lhe anexadas as freguesias de Teixeira, Dornelas, Janeiro de Baixo, Unhais-o-Velho e Vidual de Cima. Em 1849, o concelho totalizava 3 359 habitantes, sendo que 881 pertenciam à freguesia de Fajão. 
O foral de Fajão foi dado pelo pelo Prior do Mosteiro de Folques em 1233. Este mosteiro foi historicamente proeminente na região, atribuindo forais de terras e lugares, bem como outros direitos de padroados e jurisdições .
Ao longo dos meados do século XIX, a população da freguesia de Fajão cresceu a um ritmo ligeiramente acima da média nacional, sendo que entre 1849 e 1864 o seu ritmo de crescimento natural foi de 13%, quando a média nacional para o período estaria em 11,5%. Este crescimento pode ser explicado, entre outros fatores, pelo facto de Fajão não ter sido assolado por nenhuma das epidemias de cólera que se propagaram na região de Coimbra, com maior força em 1833 e 1856. Por outro lado, os dados demográficos do recenseamento de 1864 não traduzem este crescimento, por implicações atribuídas à emigração.
A Freguesia de Fajão, uma das dez do Município de Pampilhosa da Serra, estava situada numa espécie de concha rodeada de montanhas, tendo à esquerda os rochedos de Penalva e o cabeço da Mata, para a direita a Serra da Rocha, à retaguarda a Serra da Amarela e em frente o Picoto de Cebola.
A sua situação à beira de uma estrada carreteira que liga a Beira Baixa com as outras Beiras, tornaram-na um centro de passagem obrigatória para os almocreves e outros visitantes que por ali tinham que passar.
Aldeia de grandes tradições, tem na sua essência o xisto com que são construídas a maior parte das suas habitações. Aldeia da rede "aldeias de xisto", encontra-se em franca recuperação arquitectónica de forma a promover o turismo regional.
Dista cerca de 20 km da aldeia do Piodão, sendo que o alojamento nesta aldeia é de qualidade e a preços simbólicos em relação a esta. Fajão tem também como posse uma aldeia chamada de Castanheira da Serra cheia de grandes e também diversas tradições perto de ceiroquinho.
- Condecoração por Actos Heróicos - Cruz de Guerra

Em Abril de 1918 e "Como recompensa dos heróicos feitos praticados nos campos de batalha em França" foi Condecorado com a Cruz de Guerra o 1º Cabo Manuel de Almeida pertencente à 3ª Companhia - Regimento Infantaria 23, e natural das Boiças, freguesia do Fajão - Concelho da Pampilhosa da Serra, .

## Património
- Museu Monsenhor Nunes Pereira - Dispõe de núcleos de etnografia, documentação, pintura e escultura. Exibe a reconstituição de alguns espaços típicos (cozinha, quarto). Tem Sala de Exposições Temporárias.
- Igreja Paroquial de Fajão - Séc. XVIII (1788). O altar-mor remonta ao século XVII. A Pia Baptismal e as imagens de S.Teotónio, S.Simão e N. Senhora do Rosário (recebidos do templo primitivo), à segunda metade do século XVI.
- Antiga Casa da Câmara e Cadeia - Edifício em xisto que alberga hoje uma acolhedora hospedaria.
- Igreja de Nossa Senhora da Assunção (matriz)
- Capelas de S. Salvador, de Ceiroquinho, de Vale Pardieiro, de Cavaleiro de Baixo, de Cavaleiro de Cima, da Mata, da Ponte de Fajão, das Gralhas, da Senhora da Guia e da Senhora do Livramento
- Antigas minas de Casal Novo, de Coiços, de Foz de Coice, de Boiças e de Algares
- Castelos naturais
- Grutas e penedos de Fajão
- Sítio da Raseira
- Praia fluvial
- Penedo de Portelo ou da Bruxa
- Capelas de Castanheira da Serra, do Porto da Balsa, de Camba, de Ceiroco, de Covanca e de Nossa Senhora de Fátima
- Antigas minas do Seixal, de Sernalhoso e de Foz do Ceiroco
- Alto da Rocha

## Personalidades
- Guilherme Filipe, Pintor
- José Acúrsio das Neves (1766–1834), Economista, Historiador e Político